# Nikolaos Levidis
Nikolaos M. Levidis (griechisch Νικόλαος Μ. Λεβίδης; * 25. August 1868 in Korfu) war ein griechischer Sportschütze, der an den Olympischen Sommerspielen 1896 und den Olympischen Sommerspielen 1912 teilnahm. 1896 trat er beim Wettbewerb mit dem freien Gewehr über 300 Meter an. Dabei kam er nicht unter die ersten 5. Die genauen Ergebnisse sind nicht bekannt. 1912 trat er in folgenden Wettbewerben an:
| Wettbewerb                    | Platz | Punkte                | Bemerkung |
| ----------------------------- | ----- | --------------------- | --- |
| Schnellschusspistole          | 34    | 27 Treffer 231 Punkte | |
| Militärgewehr 300 m           | 4     | 95                    | im Shoot-off 70 Punkte                                                                                                  |
| Militärgewehr 600 m           | 52    | 73                    | |
| Kleinkaliber 50 m             | 25    | 181                   | |
| Kleinkaliber bewegliche Ziele | 30    | 22 Treffer 192 Punkte | |
| Einzelschuss bewegliche Ziele | 19    | 31                    | |
| Militärgewehr Mannschaft      | 7     | 1445                  | im Team mit Frangiskos Mavrommatis, Alexandros Theofilakis, Ioannis Theofilakis, Iakovos Theofilas und Spyridon Mostras |
| Kleinkaliber Mannschaft       | 6     | 708                   | im Team mit I. Teofilakis, Theofilas und Mavrommatis Letzter                                                            |
| Kleinkaliber bewegliche Ziele | 4     | 716                   | im Team mit I. Theofilakis, Theofilas und Mavrommatis Letzter                                                           |